# Спада, Бернардино
Бернардино Спада (итал. Bernardino Spada; 21 апреля 1594, Бризигелла, Папская область — 10 ноября 1661, Рим, Папская область) — итальянский церковный деятель и куриальный кардинал Римско-католической церкви. Титулярный архиепископ Дамиаты с 4 декабря 1623 по 9 августа 1627. Апостольский нунций во Франции с 4 декабря 1623 по 27 февраля 1627. Апостольский легат в Болонье с 9 августа 1627 по 28 июня 1631. Префект Конгрегации границ со 2 октября 1629 по 10 ноября 1661. Камерленго Священной Коллегии кардиналов с 15 января 1638 по 10 января 1639. Префект Священной Конгрегация Индекса с 15 апреля 1642 по 10 ноября 1661. Кардинал-священник с 19 января 1626, с титулом церкви Санто-Стефано-аль-Монте-Челио с 9 августа 1627 по 22 мая 1642. Кардинал-священник с титулом церкви Сан-Пьетро-ин-Винколи с 22 мая 1642 по 19 февраля 1646. Кардинал-епископ Альбано  с 19 февраля 1646 по 29 апреля 1652. Кардинал-епископ Фраскати с 29 апреля по 23 сентября 1652. Кардинал-епископ Сабины с 23 сентября 1652 по 11 октября 1655. Кардинал-епископ Палестрины с 11 октября 1655 по 10 ноября 1661.	

## Биография
Бернардино Спада происходил из итальянского дворянского рода Спада, возвышение которого началось с деятельности занявшегося крупной торговлей Паоло Спада, третьим сыном которого был Бернардино. В 1623—1627 годах он служит апостольским нунцием при французском королевском дворе. Затем, в 1627—1631, он папский легат в Болонье. 26 января 1626 года папа римский Урбан VIII сделал Бернардино Спада кардиналом-священником. Его титулярной церковью становится Санто-Стефано-Ротондо.
С 1631 года Спада жил в Риме, где он в 1632 году приобрёл дворец — Палаццо Спада. Во время первой войны за Кастро между Папским государством и герцогством Пармским в 1643 году Бернардино Спада и его брат Виргилио были активными противниками заключения мира.
За время своей работы в коллегии кардиналов в Риме Бернардино Спада много занимался устройством интересов своей семьи. Благодаря его посредничеству был устроен брак племянника, Орацио Спада и Марии Вералли, единственной наследницы богатой и влиятельной в римской курии семьи Вералли. Бернардино Спада также способствовал карьере сына Орацио и Марии, Фабрицио Спада, ставшего кардиналом и, в 1675 году, кардиналом-государственным секретарём Папского государства.